# もったいないお化け
「もったいないお化け」（もったいないおばけ）は、公共広告機構（現：ACジャパン）による1982年度の公共広告作品、およびその作品に登場するお化けの名称である。

## 概要
1982年12月電通大阪制作。テーマ「教育」のひとつとして、食べ物を粗末にしないことを啓蒙する目的で制作された。当時人気番組だった『まんが日本昔ばなし』（毎日放送・TBS系）と同様に、中田実紀雄プロデュースのアニメーション、常田富士男と市原悦子のナレーションを起用。ストーリーそのものも昔話をモチーフに仕上げられており、ほのぼのと心情に訴える作品となった。人気を受け、本CMは後述の関連作品とともに1990年代まで長期に渡りテレビで放映された。
CMに現れるもったいないお化けは一般に言われる「お化け」の典型であり、報恩感謝を怠った者に文字通り化けて現れている。御霊信仰の祟り、もしくは仏教の因果応報を子供向けの柔らかい説話風に仕立て上げるための、本CM向けのオリジナルである。
CMは60秒版、30秒版、さらに英語版も制作された。

### あらすじ
昔、寺の和尚が子供たちを晩ごはんに招く。しかし、子供たちは「大根嫌いじゃ」「豆嫌いじゃ」などと言いながら嫌いな食べ物を次々と跳ねのけてしまう。するとその夜、子供たちの前に紫の紋付き着物を纏った食べ物のお化けが現れ、子供たちを取り囲んで体を左右に揺らしながら「もったいねぇ〜」と恐ろしい声で怖がらせる。その後、その出来事を知った和尚は「それは『もったいないお化け』というものじゃよ」と答える。それ以来、子供たちは食事を残さず食べるようになった。
CMの最後には「たべものを大切に」の文字が表示される。

## 公共広告機構による関連作品
「もったいないお化け」以外にも、公共広告機構による日本昔話アニメーションシリーズは以下の4本が制作された。いずれも、内容は鬼や物の怪が子供を脅して改心させるものが多い。
- 「ツンツン娘」（1983年、30/60秒、英語版）※60秒版が1984年度ACCCMフェスティバルで秀作賞（テレビ部門）を受賞。
- 「お手伝いタヌキ」（1984年、30/60秒版）
- 「仲よし地蔵」（1985年、30/60秒版）
- 「ごめんの鐘」（1986年、15/30秒版）

なお、「もったいないお化け」を含めたいずれの作品も、最後に表示される「公共広告機構」のテロップには旧ロゴマーク（ハート形）が使用されている。なお「AC」ロゴが制定された1987年2月期以降は、「ごめんの鐘」（30秒版のみ、15秒版は変更なし）でテロップを「AC 公共広告機構」に変更して放映されるようになった（サウンドロゴは不使用）。